# Espai i temps absoluts

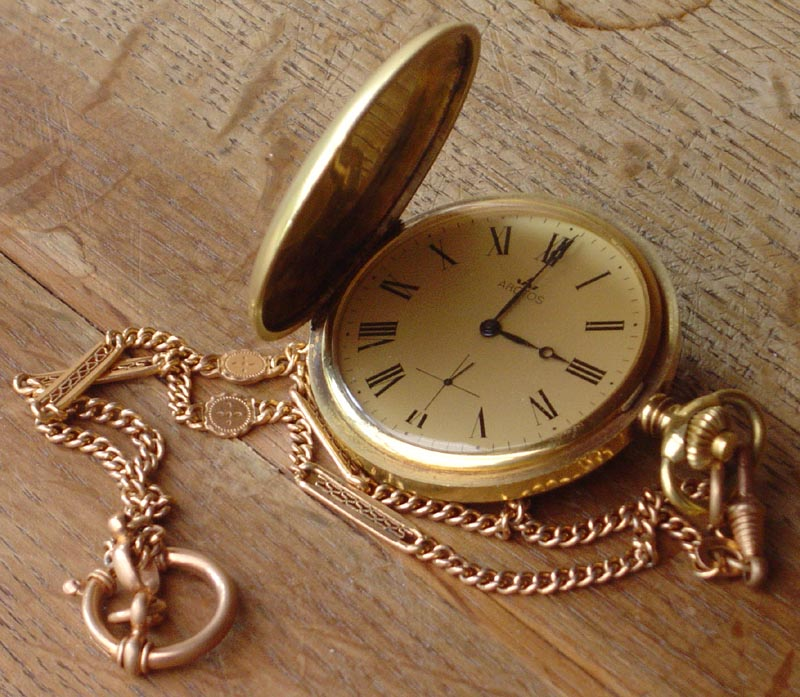

L'espai i el temps absoluts és un concepte en física i filosofia sobre les propietats de l'univers. En física, l'espai i el temps absoluts poden ser un marc preferit.

## Concepte primerenc
Una versió del concepte d'espai absolut (en el sentit d'un marc preferit) es pot veure a la física aristotèlica. Robert S. Westman escriu que es pot observar una "olor" d'espai absolut al De revolutionibus orbium coelestium de Copèrnic, on Copèrnic utilitza el concepte d'una esfera immòbil d'estrelles.

## Newton
Introduïts originalment per Sir Isaac Newton a Philosophiæ Naturalis Principia Mathematica, els conceptes de temps i espai absoluts van proporcionar una base teòrica que va facilitar la mecànica newtoniana. Segons Newton, el temps absolut i l'espai, respectivament, són aspectes independents de la realitat objectiva:
El temps absolut, veritable i matemàtic, per si mateix, i per la seva pròpia naturalesa flueix igualment sense tenir en compte res extern, i amb un altre nom s'anomena durada: temps relatiu, aparent i comú, és una mesura sensible i externa (sigui precisa o desigual) de durada mitjançant el moviment, que s'utilitza habitualment en lloc del temps real...
Segons Newton, el temps absolut existeix independentment de qualsevol perceptor i progressa a un ritme constant a tot l'univers. A diferència del temps relatiu, Newton creia que el temps absolut era imperceptible i només es podia entendre matemàticament. Segons Newton, els humans només som capaços de percebre el temps relatiu, que és una mesura d'objectes perceptibles en moviment (com la Lluna o el Sol). D'aquests moviments deduïm el pas del temps.
L'espai absolut, en la seva pròpia naturalesa, sense tenir en compte res extern, roman sempre semblant i immòbil. L'espai relatiu és alguna dimensió o mesura mòbil dels espais absoluts; que els nostres sentits determinen per la seva posició envers els cossos: i que vulgarment es pren per espai immòbil... El moviment absolut és la translació d'un cos d'un lloc absolut a un altre: i el moviment relatiu, la translació d'un lloc relatiu a un altre..
— Isaac Newton
Aquestes nocions impliquen que l'espai i el temps absoluts no depenen dels esdeveniments físics, sinó que són un teló de fons o un escenari en el qual es produeixen els fenòmens físics. Per tant, cada objecte té un estat de moviment absolut relatiu a l'espai absolut, de manera que un objecte ha d'estar en un estat de repòs absolut o moure's a una velocitat absoluta. Per donar suport a les seves opinions, Newton va proporcionar alguns exemples empírics: segons Newton, es pot inferir que una esfera giratòria solitària gira al voltant del seu eix en relació amb l'espai absolut observant la protuberància del seu equador, i un parell d'esferes solitàries lligades per una corda pot Es dedueix que estan en rotació absoluta al voltant del seu centre de gravetat (baricentre) observant la tensió de la corda.

## Visions diferents

Dues esferes que orbiten al voltant d'un eix. Les esferes estan prou llunyanes com per ignorar els seus efectes entre si, i es mantenen juntes per una corda. Si la corda està tensada, és perquè els cossos giren amb relació a l'espai absolut segons Newton, o perquè giren respecte al propi univers segons Mach, o perquè giren respecte a les geodèsiques locals segons la relativitat general.

Històricament, hi ha hagut diferents visions sobre el concepte d'espai i temps absoluts. Gottfried Leibniz opinava que l'espai no tenia sentit sinó com a ubicació relativa dels cossos, i el temps no tenia sentit sinó com a moviment relatiu dels cossos. George Berkeley va suggerir que, sense cap punt de referència, no es podria concebre una esfera en un univers buit per girar, i un parell d'esferes es podria concebre per girar una respecte a l'altra, però no per girar al voltant del seu centre de gravetat. un exemple plantejat més tard per Albert Einstein en el seu desenvolupament de la relativitat general.
Una forma més recent d'aquestes objeccions va ser formulada per Ernst Mach. El principi de Mach proposa que la mecànica tracta completament del moviment relatiu dels cossos i, en particular, la massa és una expressió d'aquest moviment relatiu. Així, per exemple, una sola partícula en un univers sense altres cossos tindria massa zero. Segons Mach, els exemples de Newton simplement il·lustren la rotació relativa de les esferes i la major part de l'univers.
Quan, en conseqüència, diem que un cos conserva sense canvis la seva direcció i velocitat en l'espai, la nostra afirmació és ni més ni menys que una referència abreujada a l'univers sencer
Ernst Mach
Aquestes visions que s'oposen a l'espai i el temps absoluts es poden veure des d'una posició moderna com un intent d'introduir definicions operatives per a l'espai i el temps, una perspectiva explícita a la teoria especial de la relativitat.
Fins i tot en el context de la mecànica newtoniana, la visió moderna és que l'espai absolut és innecessari. En canvi, ha prevalgut la noció de marc de referència inercial, és a dir, un conjunt preferit de marcs de referència que es mouen uniformement els uns amb els altres. Les lleis de la física es transformen d'un marc inercial a un altre segons la relativitat galileana, donant lloc a les següents objeccions a l'espai absolut, tal com va descriure Milutin Blagojević:
- L'existència de l'espai absolut contradiu la lògica interna de la mecànica clàssica ja que, segons el principi de relativitat galileà, cap dels marcs inercials es pot distingir.
- L'espai absolut no explica les forces inercials ja que estan relacionades amb l'acceleració respecte a qualsevol dels marcs inercials.
- L'espai absolut actua sobre els objectes físics induint la seva resistència a l'acceleració, però no es pot actuar sobre aquest.

El mateix Newton va reconèixer el paper dels marcs inercials.
Els moviments dels cossos inclosos en un espai determinat són els mateixos entre ells, tant si aquest espai està en repòs com si es mou uniformement cap endavant en línia recta.
Com a qüestió pràctica, els quadres inercials sovint es prenen com a marcs que es mouen uniformement respecte a les estrelles fixes. Vegeu Marc de referència inercial per a més discussió sobre això.

## Relativitat especial
Els conceptes d'espai i temps estaven separats en la teoria física abans de l'arribada de la teoria de la relativitat especial, que connectava els dos i demostrava que tots dos depenien del moviment del marc de referència. En les teories d'Einstein, les idees del temps absolut i l'espai van ser substituïdes per la noció d'espai-temps en la relativitat especial, i l'espai-temps corbat en la relativitat general.
La simultaneïtat absoluta es refereix a la concurrència d'esdeveniments en el temps en diferents llocs de l'espai d'una manera acordada en tots els marcs de referència. La teoria de la relativitat no té un concepte de temps absolut perquè hi ha una relativitat de simultaneïtat. Un esdeveniment que és simultani amb un altre esdeveniment en un marc de referència pot ser en el passat o el futur d'aquest esdeveniment en un marc de referència diferent,  que nega la simultaneïtat absoluta.

## Einstein
Citat a continuació dels seus articles posteriors, Einstein va identificar el terme èter amb "propietats de l'espai", una terminologia que no s'utilitza àmpliament. Einstein va afirmar que en la relativitat general l'"èter" ja no és absolut, ja que la geodèsica i, per tant, l'estructura de l'espai-temps depèn de la presència de matèria.
Negar l'èter és, en última instància, suposar que l'espai buit no té qualitats físiques. Els fets fonamentals de la mecànica no s'harmonitzen amb aquesta visió. Perquè el comportament mecànic d'un sistema corporal flotant lliurement en l'espai buit depèn no només de les posicions relatives (distàncies) i de les velocitats relatives, sinó també del seu estat de rotació, que físicament es pot prendre com una característica no pertanyent al sistema en si mateix. Per poder veure la rotació del sistema, almenys formalment, com quelcom real, Newton objectiva l'espai. Com que classifica el seu espai absolut juntament amb coses reals, per a ell la rotació relativa a un espai absolut també és quelcom real. Newton podria haver anomenat el seu espai absolut "Eter"; l'essencial és simplement que, a més dels objectes observables, una altra cosa, que no és perceptible, s'ha de veure com a real, per permetre que l'acceleració o la rotació es vegi com quelcom real.
— Albert Einstein, L'èter i la teoria de la relativitat (1920)
Com que ja no era possible parlar, en cap sentit absolut, d'estats simultanis en diferents llocs de l'èter, l'èter es va convertir, per dir-ho, en quatre dimensions, ja que no hi havia cap manera objectiva d'ordenar els seus estats només pel temps. Segons la relativitat especial també, l'èter era absolut, ja que es pensava que la seva influència sobre la inèrcia i la propagació de la llum era independent de la influència física... La teoria de la relativitat va resoldre aquest problema establint el comportament del neutre elèctricament. punt-massa per la llei de la línia geodèsica, segons la qual els efectes inercials i gravitatoris ja no es consideren separats. En fer-ho, va adjuntar a l'èter unes característiques que varien d'un punt a un altre, determinant la mètrica i el comportament dinàmic dels punts materials, i determinats, al seu torn, per factors físics, és a dir, la distribució de massa/energia. Així, l'èter de la relativitat general difereix dels de la mecànica clàssica i de la relativitat especial perquè no és "absolut", sinó que està determinat, en les seves característiques localment variables, per la matèria ponderable.
— Albert Einstein, Über den Äther (1924)

## Relativitat general
La relativitat especial elimina el temps absolut (encara que Gödel i altres sospiten que el temps absolut pot ser vàlid per a algunes formes de relativitat general) i la relativitat general redueix encara més l'abast físic de l'espai i el temps absoluts a través del concepte de geodèsica. Sembla que hi ha espai absolut en relació amb les estrelles llunyanes perquè les geodèsiques locals eventualment canalitzen la informació d'aquestes estrelles, però no és necessari invocar l'espai absolut respecte a la física de cap sistema, ja que les seves geodèsiques locals són suficients per descriure el seu espai-temps.